# Matronatación
La matronatación es el desarrollo de actividades acuáticas con bebés previas a la natación formal. Se practica desde los 0 meses a los 3 años, edad promedio cuando el aparato locomotor está lo suficientemente desarrollado como para lograr que el niño nade de forma autónoma.
En estas actividades es fundamental el papel del padre o de la madre dentro del agua. Mediante la orientación técnica del profesor encargado, los padres participan en la aventura acuática de su bebé, adquiriendo el conocimiento para construir su propio proyecto educativo y enriqueciendo la calidad de la comunicación con su hijo o hija.
Es interesante agregar que por el desarrollo que ha ido teniendo la actividad de matronatacion actualmente existen centros especializados que desarrollan acuáticamente al bebé mediante instructores especializados en estás edades de ahí que la natación con bebé sea un nivel más avanzado que su origen la matronatacion.

## Breve Historia de la Matronatación
Aún cuando la Matronatación es practicada desde la década de 1960, conocida con diferentes nombres dependiendo del país e idioma en cuestión, por ejemplo “baby swim” o “Infant swimming” en los Estados Unidos, no es hasta el año 2000 que la Academia de Pediatría Americana, o AAP por sus siglas en inglés, la reconoce y fija una posición sobre su práctica: Los programas acuáticos para infantes brindan una oportunidad para introducir al bebé al goce y riesgos de estar rodeado de agua. Sin embargo, generalmente los infantes no están desarrollados para su práctica hasta cumplir su cuarto año de vida. Los programas acuáticos no han demostrado reducir el riesgo de ahogamiento y los padres no deberían sentir seguridad después de haber participado en dichos programas. Los bebés e infantes de temprana edad deben recibir supervisión constante y cercana por un adulto cuando estén dentro o rodeados de agua.
En el 2013 es fundada La Asociación Española de Matronatación y Estimulación Infantil. o AEMEI por sus siglas en castellano, una organización sin fines de lucro encargada de dar a conocer los beneficios y riesgos detrás de la práctica de programas acuáticos con bebés y niños desde temprana edad además de brindar asesoramiento profesional tanto a la comunidad como a instituciones relacionadas con el sector.
La AEMEI, con sede en Barcelona, es presidida por la Fisioterapeuta y Psicomotricista Noemí Suriol, quien ha contribuido con el desarrollo y expansión de la práctica desde hace más de 5 décadas, colaboradora de postgrado de INEF, Universitat Ramon Llull  y Universidad Autónoma de Barcelona y además autora del libro Bebés al Agua, publicado por primera vez en el año 2000 y traducido a 2 idiomas.

## Instalaciones para la práctica de la Matronatación
Las actividades acuáticas para recién nacidos, bebés, niños y embarazadas precisan de unas instalaciones con unas características especiales, adaptadas a este especial grupo de usuarios y diferenciadas de otras instalaciones acuáticas (piscina natación, spas, etc). Las Actividades Acuáticas para Bebés (AAB) precisan un entorno diferente de las piscinas convencionales para garantizar la seguridad e higiene en todos los aspectos. Muy pocos centros en España disponen de las condiciones indispensables para ejercer esta actividad. Dentro de las “actividades acuáticas para bebés” se pueden incluir desde una actividad puntual y recreativa de chapote, los llamados “cursos de supervivencia”, o cursos de larga duración con objetivos pedagógicos muy estructurados.
En España a partir del constante aumento de la demanda de estas actividades por parte de las familias, se ofrecen actividades de diferentes formatos en instalaciones deportivas públicas, semipúblicas y privadas. Sin embargo, dichas instalaciones no son adecuadas para bebés. Dichas instalaciones están diseñadas como complejos deportivos, y los espacios de natación destinados a público adulto y/o niños ya mayores para iniciarse en la natación.

## Condiciones mínimas que deben cumplir las instalaciones de Matronatación
10 condiciones mínimas de seguridad, salud e higiene que debe cumplir una instalación para el correcto desarrollo de actividades para bebés:

### Ubicación
La ubicación del espacio de la piscina debería tener al menos un paramento en contacto directo con el exterior, de modo que tenga acceso de luz natural y contacto con el aire libre. Espacios cerrados no son adecuados.

### Situación
El espacio de la piscina debe estar separado y aislado de otras instalaciones. Las piscinas infantiles, spas, etc, que están en el mismo recinto de la piscina principal no es adecuado, ya que al ser el mismo espacio, el aire y el ruido es el mismo e impacta en el bebé.

### Actividades
La actividad debe ser la única que se desarrolla en aquel momento en el vaso. No es adecuado compartir la piscina para desarrollar dos actividades diferentes en el mismo momento.

### Seguridad
Ningún bebé debe poder acercarse por sí mismo al borde de la piscina sin encontrar ningún obstáculo o valla que lo retenga. En piscinas desbordantes deben tener una valla perimetral.

### Vestuario del Bebé
Debe existir un espacio de vestuario exclusivo para el bebé, al lado del recinto de la piscina sin cambios bruscos de temperatura. No es apropiado que el vestuario esté dentro del mismo recinto de la piscina, con las mismas condiciones ambientales de calor y humedad.

### Características del Vaso
- Profundidad: de 1,00 a 1,20 metros de profundidad es la medida cómoda para poder coger correctamente al bebé
- Color del vaso: totalmente blanco, ya que no enmascara el color natural del agua, ni la turbidez. Debe permitir ver perfectamente el fondo de la piscina.
- Volumen total del vaso: debe tener un máximo de 75 m³, para garantizar la calidad del agua por renovación, etc.

### Calidad Ambiental
- Temperatura del agua: 31 – 33 °C
- Temperatura del aire: un grado por encima de la temperatura del agua.
- Humedad relativa: 60 % - 70 %
- CO2 : diferencia entre exterior e interior de 500 ppm

### Tratamiento del Agua
- Desinfección del agua: Lo más Natural posible y completamente automatizado. No añadir ningún tipo de producto químico tóxico ó corrosivo directamente al vaso. En caso de utilizar cloro, este deberá ser generado indirectamente por métodos electroquímicos a partir de sal. Los niveles de cloración no deben superar los niveles aceptados para agua potable durante las horas de uso de la piscina. En el caso de tener que hacer algún tratamiento extra de desinfección se realizará fuera del horario de uso, no pudiéndose utilizar la piscina hasta que los niveles de desinfección sean correctos y no se detecten excesos de desinfectante en el agua.
- Reductor de pH: El control de pH será completamente automático y con CO2 para evitar la sobreacidificación del agua por posibles fallos en las sondas de medida. No se podrán utilizar ácidos fuertes como ácido sulfúrico o ácido clorhídrico.
- Agua de reposición: Se deberá utilizar agua de red pública o agua preparada previamente y potabilizada en el vaso antes de su utilización.
- Tiempo de re-circulación de agua: máximo 90 minutos.
- Diámetro filtración: 5 micras. En piscinas convencionales la media habitual es de 50 micras
- Se podrán utilizar floculantes para mantener los niveles de turbidez por debajo de 1 NTU y los niveles de fosfatos por debajo de 0,6 ppm.

### Control y análisis del agua
- Tipo analíticas: Las habituales, añadiendo Nitratos, Fosfatos, Amoniaco, Urea y oxígeno disuelto.
- El nivel de cloro libre será menor a 1 ppm
- El cloro combinado será menor a 0,5 ppm
- El pH se mantendrá entre 7,2-8 manteniendo siempre el índice de Langelier entre – 0,3 y + 0,3.

Se harán análisis de cloro libre, cloro combinado y pH “in situ”: cada 2 horas durante las horas de actividad de la piscina. Es piscinas convencionales son 2 al día. El resto de análisis se hará una vez al día.

### Visibilidad de datos
Los datos deben estar monitorizados en tiempo real a la vista del público, al lado de la piscina.